# Warminster
Warminster é uma cidade de 17.379 habitantes no condado de Wiltshire, Inglaterra. O rio Were atravessa a cidade e pode ser visto correndo pelo meio do parque da cidade. O nome Warminster ocorre pela primeira vez no início do século X.
Warminster tem fortes ligações militares. O nome do campo é Battlesbury Barracks e inclui as linhas Harman, nomeadas para John Harman-Burma em 1944. É a casa da  Land Warfare Centre - anteriormente Escola de Infantaria do Exército - e confina com a área de Salisbury Plain Training (SPTA), que é grande o suficiente para exercer um agrupamento tático e a Royal Artillery possui campos de tiro. O Small Arms School Corps and Headquarters Infantry também são baseados na cidade. 
Durante um exercício de treinamento na Segunda Guerra Mundial, o futuro arcebispo de Canterbury, Robert Runcie MC bateu seu tanque em uma casa.